# Lisa Öberg

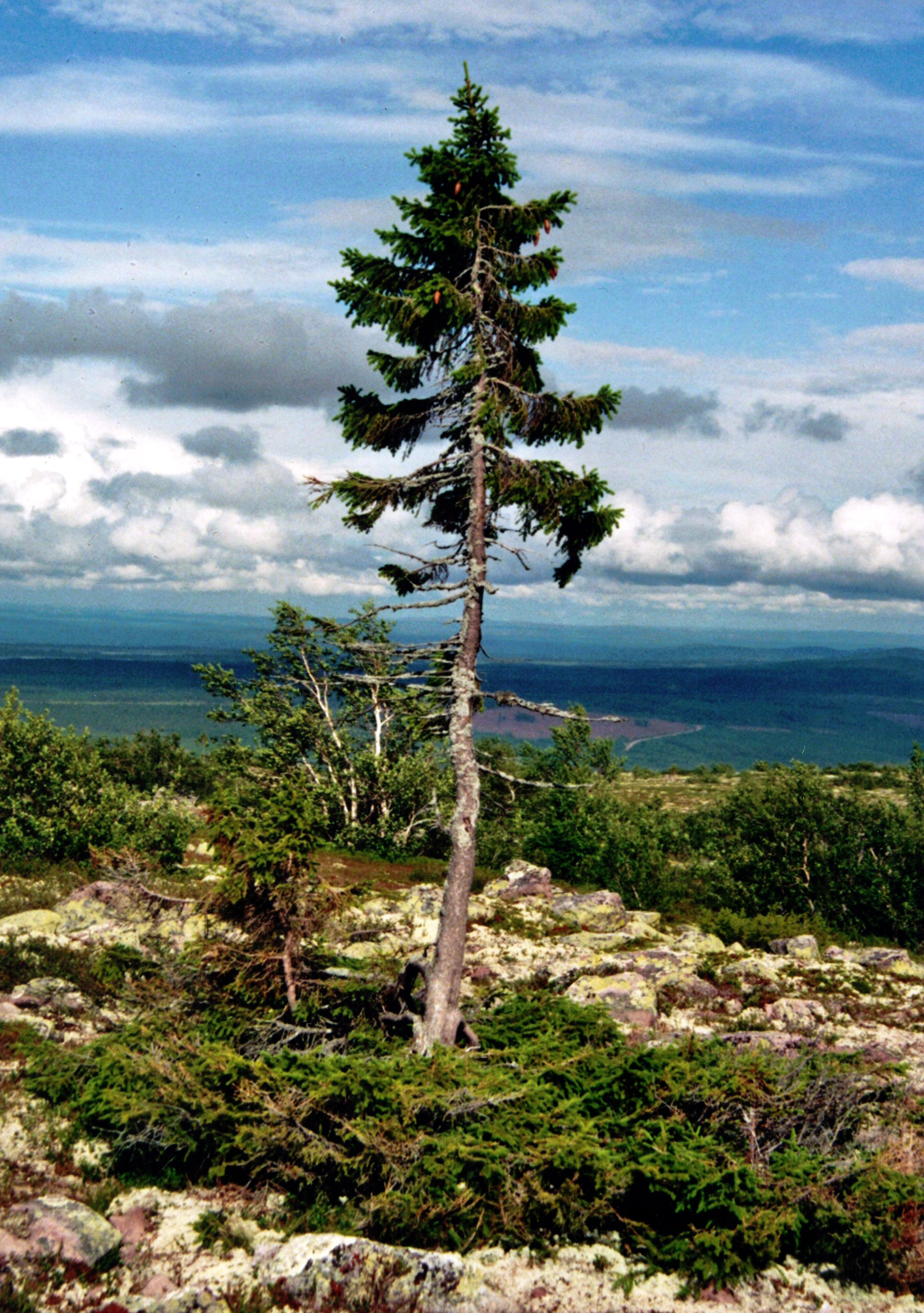
Granen Old Tjikko på Fulufjället

Ann Elisabeth Lisa Öberg, född 23 januari 1958, är en svensk biolog, författare och fotograf.
Lisa Öberg utbildade sig i ekologi på Samernas folkhögskola i Jokkmokk 1993–1994 och i geografi och biologi på Umeå universitet 1996–1991. Hon disputerade 2013 på Mittuniversitetet på avhandlingen Alpine treeline dynamics in short and long term perspectives – observational and historical evidence from the southern Swedish Scandes.
Lisa Öberg och Leif Kullman har i samband med forskningsprojekt om förändrade trädgränser i svenska fjällområden hittat granarna Old Tjikko och Old Rasmus på Fulufjället respektive Sonfjället, vilka bägge är kloner av granar som vuxit på samma plats i 9.500 år.
Hon är gift med Leif Kullman.